# The Oasis at Death Valley
The Oasis at Death Valley – autrefois Furnace Creek Inn – est un hôtel américain à Furnace Creek, dans le comté d'Inyo, en Californie. Situé au sein du parc national de la vallée de la Mort, cet établissement dessiné par Albert C. Martin, Sr. et Daniel Ray Hull a ouvert en 1927. Opéré par Xanterra Travel Collection, il est membre des Historic Hotels of America depuis 2012.